# Brachypterus proximus
Brachypterus proximus is een keversoort uit de familie bastaardglanskevers (Kateretidae). De wetenschappelijke naam van de soort werd in 1989 gepubliceerd door Kirejtshuk.